# Porąbka (Silezië)
Porąbka is een dorp in de Poolse woiwodschap Silezië. De plaats maakt deel uit van de gemeente Porąbka en telt 3600 inwoners.